# 佃 (東京都中央區)
35°39′57″N 139°47′11″E / 35.66583°N 139.78639°E
佃（日语：／ Tsukuda */?）是日本東京都中央區的町名。現行行政地名為佃一丁目至佃三丁目。2021年（令和3年）7月1日的人口有14,960人。郵遞區號為104-0051。

## 地理

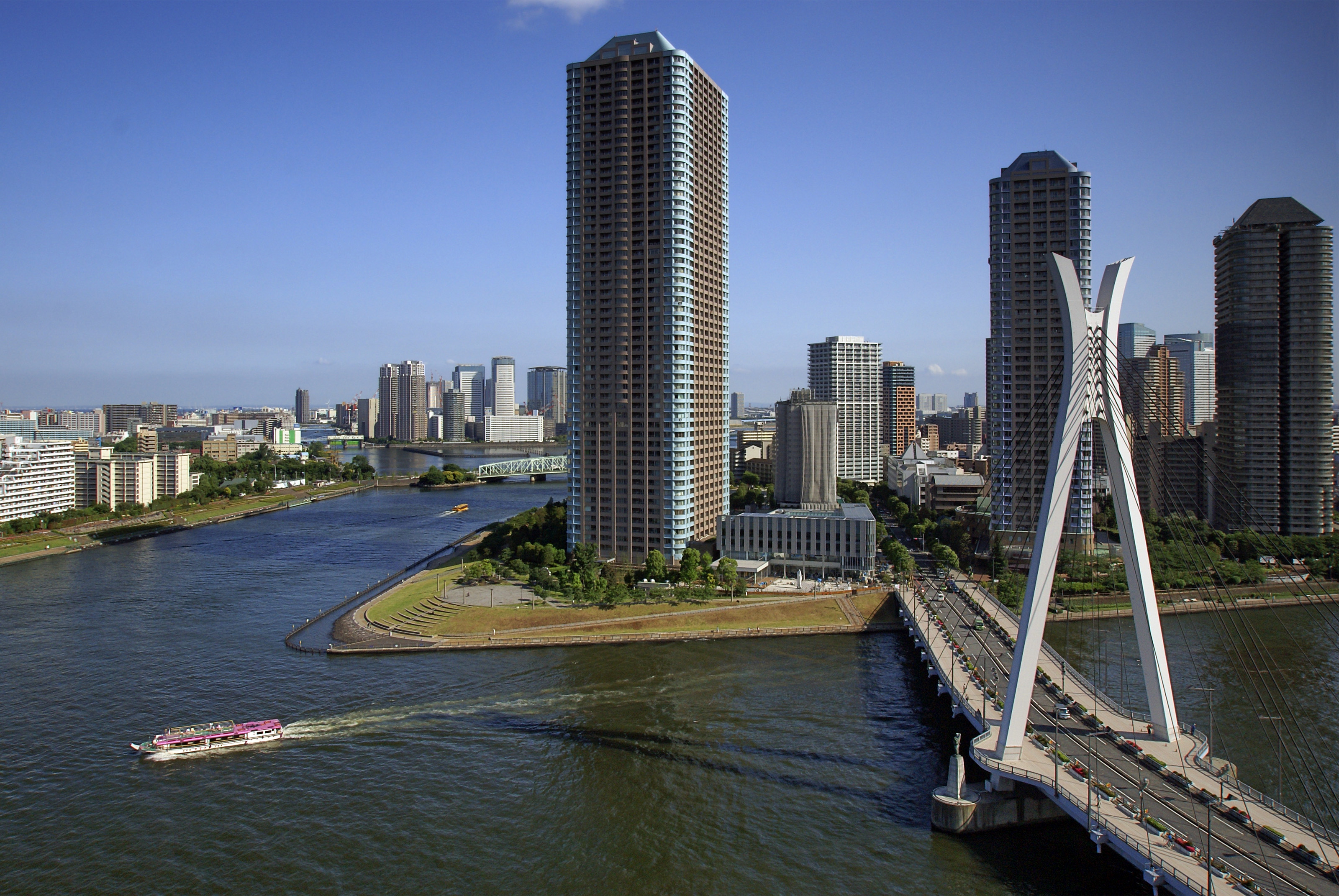
隅田川（前）與隅田川派川分岐點。

位於隅田川下游，隅田川與隅田川支流分岐點位於北端。南側與月島之間以佃大橋通為界，與新川、湊之間隅田川為界，以江東區越中島之間以隅田川派川為界。

### 河川、橋
- 隅田川
  - 中央大橋
  - 佃大橋
- 隅田川派川
  - 相生橋
- 佃川支川
  - 住吉小橋
  - 佃小橋
- 朝潮運河
  - 朝潮大橋

## 歷史

### 近世

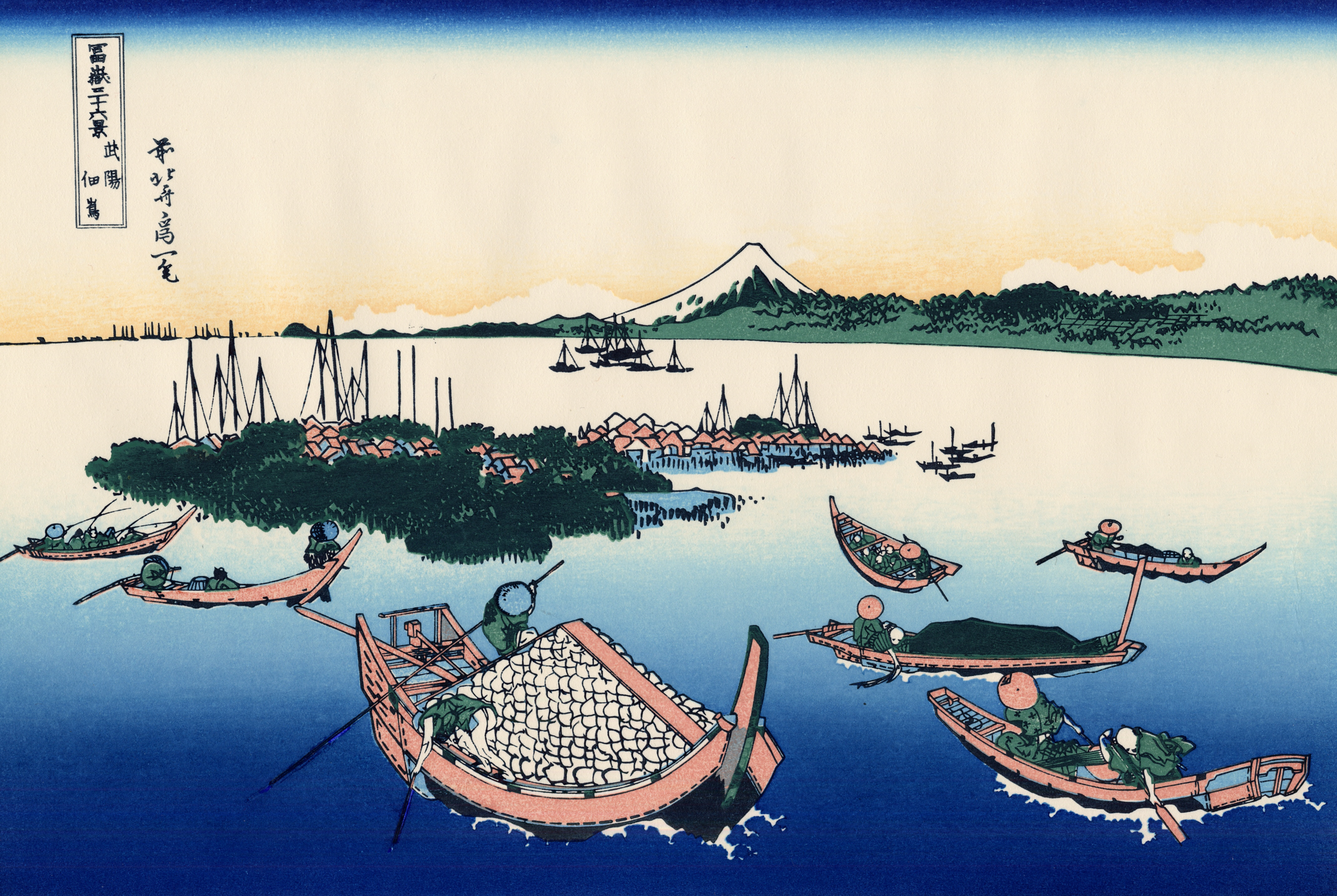
19世紀前半的佃島。遠方為富士山（葛飾北齋『冨嶽三十六景』的「武陽佃嶌」）。

1590年8月30日（天正18年8月1日），攝津國佃村（現在大阪府大阪市西淀川區佃）的漁夫33人移往江戶。1645年對此地的無名沙洲進行擴地築島，以故鄉「佃」命名為「佃嶋」。
另一方面，佃島北側有座稱為森島、鎧島的島，江戶初期德川家光將此地賜予石川八左衛門重次而稱為石川島。原來是兩座各自獨立的島，但伊能忠敬江戶實測圖（1817年）時已連成一體。
佃島與石川島大約是現在的佃一丁目、佃二丁目北部。

### 近代以後
水戶藩創設的石川島造船所（現在IHI前身之一）在1876年（明治9年）被民間買下，1979年（昭和54年）關閉。
1986年（昭和61年）起，為了促進都心回歸，開始在造船所舊址建設大規模住宅群「大川端RiverCity21」。主要開發商之一的三井不動產曾多次在廣告中提及本項建案，是都心地區住宅地整備的成功案例之一。
近年形成的超高層公寓群與第二次世界大戰前保留至今的古町、釣船形成獨特的景觀。

### 地名由來
攝津國佃村的漁夫移至此地，因此稱為「佃島」，後實施住居表示時保留「佃」一字。

## 交通

### 鐵路
- 東京地下鐵有樂町線 月島站 車站編號Y-21。所在地在月島，在佃設有出入口。
- 都營地下鐵大江戶線 月島站 車站編號E-16。所在地在月島，在佃設有出入口。。

### 巴士
- 都營巴士東16（東京站八重洲口方向／東京BIG SITE方向、深川車庫方向）
　RiverCity21 - 佃二丁目 - 月島站前
- 都營巴士東16折返（東京站八重洲口方向／有明一丁目方向）[7]
　RiverCity21 - 佃二丁目 - 月島站前
- 都營巴士門33（豐海水產埠頭方向／龜戶站方向）
　月島站前
- 江戶巴士（中央區社區巴士）南循環（中央區役所方向（環狀運行））
　老人中心 → 佃二丁目※

　　※佃二丁目停留所在佃仲通，與都營巴士同名停留所（八重洲通）相距100公尺｡

### 道路
- 清澄通（東京都道463號上野月島線）
- 八重洲通（東京都道463號上野月島線）
- 佃大橋通（東京都道473號新富晴海線）
- 佃大通
- 佃仲通

## 設施

### 所轄之警察署、消防署
- 月島警察署（所在地在勝鬨（預定2014年遷往晴海））
  - 佃交番
  - RiverCity駐在所
    - 管轄佃2丁目1番。配置一對警察官夫婦。是全國第2所以這種型態成立的駐在所[8]。
- 臨港消防署（所在地：晴海）

### 中學校
- 中央區立佃中學校

### 小學校
- 中央區立佃島小學校

### 公園
- 石川島公園
  - 巴黎廣場：呼應巴黎十六區的東京廣場。法國前總統席哈克（當時為巴黎市長）贈送的歐洲七葉樹種植於此。
- 佃公園

### 神社
- 住吉神社
  - 攝津國佃村漁夫33人與神主平岡權大夫好次，以住吉社（現田蓑神社）的分靈創建。每3年舉行大祭。2005年（平成17年）夏天舉行360年周年紀念大祭。

### 企業
- 三井住友建設 - 本社所在地

### 文化設施
- 共同通信社 研修交流中心
- 芝浦工業大學 佃創新廣場（页面存档备份，存于）

超市
- LINCOS（リンコス）RiverCity店
- maruetsu（マルエツ） 佃店

## 產物
佃煮
攝津國佃村（現在大阪府大阪市西淀川區佃）出身者，利用佃島周邊採收的海產所烹煮的煮物，稱為「佃煮」，在江戶極為知名，現在已推廣至日本各地，而佃島上有源自江戶時代的老店。

## 以佃為舞台的作品
小說
- 『鈍感青年』：丸谷才一
- 『佃島二人書房』：出久根達郎
- 『深川女房』：小栗風葉
- 『三角形的恐怖』：海野十三
- 『日本天變地異記』：田中貢太郎

漫畫
『3月的獅子』：羽海野千花。
連續劇
- 『瞳』：2008年NHK晨間小說連續劇
- 『夢想飛行Good Luck』：主角新海元住在佃。

## 備註
1. ↑  .   [2021-07-17]. （原始内容存档于2021-08-02）.
2. ↑  隅田川はどんな川？ （页面存档备份，存于）,2012-07-07閲覧
3. ↑  .   [2013-06-27]. （原始内容存档于2012-09-29）.
4. ↑  再開発エリアに關するアンケート調査結果 （页面存档备份，存于）,2012-07-07閲覧
5. ↑  衝撃を受けたリバーシティ２１の超高層マンション群（页面存档备份，存于）
6. ↑  .   [2013-08-17]. （原始内容存档于2013-03-12）.
7. ↑  .   [2013-06-27]. （原始内容存档于2013-05-13）.
8. ↑  .   [2013-06-27]. （原始内容存档于2019-02-22）.
9. ↑  .   [2013-06-27]. （原始内容存档于2010-02-01）.
10. ↑  .   [2013-06-27]. （原始内容存档于2016-03-04）.